# Nemoura vinconi
Nemoura vinconi är en bäcksländeart som beskrevs av Murányi 2007. Nemoura vinconi ingår i släktet Nemoura och familjen kryssbäcksländor. Inga underarter finns listade i Catalogue of Life.